# Kanke (Nigeria)
Kanke è una delle diciassette aree a governo locale (local government areas) in cui è suddiviso lo Stato di Plateau, nella Repubblica Federale della Nigeria.
Conta una popolazione di 121.424 abitanti.